# 鹤州 (唐朝)
鹤州，中国唐朝时设置的州。
开元十三年（725年），改舞州为鹤州，治所在夜郎县（今湖南省新晃侗族自治县），下辖夜郎县、渭溪县（今贵州省玉屏侗族自治县新店镇）。辖境相当今湖南省芷江侗族自治县西部，新晃侗族自治县及贵州省玉屏侗族自治县部分地区。开元二十年（732年）改为业州。